# Goiriz
Goiriz (llamada oficialmente Santiago de Goiriz) es una parroquia española del municipio de Villalba, en la provincia de Lugo, Galicia.

## Geografía
Se sitúa a cinco km de Villalba por la N 634 que comunica Villalba con Mondoñedo. Tiene una altitud media de 425 m. Está situada dentro de una llanura sobre dos pequeños promontorios que ascienden hasta Santa Comba y Mámoa.
Delimita por el norte con Samarugo, San Salvador y San Martiño de Lanzós. Por el sur con Rioaveso, Sancobad y Román. Por el este con Corbelle y Carballido y por el oeste con San Martiño de Lanzós y con Villalba.
Es la segunda parroquia más grande en extensión de Villalba, después de Villapedre, con 3325 hectáreas. 

### Clima y vegetación
El clima es oceánico con matices de tinte continental muy precisos. La temperatura media anual se sitúa en torno a los 11 °C o 11,5 °C. Las medias máximas entre julio y agosto se sitúan entre los 17 °C y 18 °C. En la estación invernal son frecuentes las heladas.
La vegetación es de tipo atlántico. Abundan las carballeiras, y los bosques mixtos de carballos, robles, abidueiras, abedules, y castaños. Existen pocas plantaciones de eucaliptos por el rigor de las heladas, pero sin embargo los montes de Goiriz están repletos de pinos del país y pinos insigne, la mayor parte de ellos utilizados para la producción de papel.
En el monte abundan úces, toxos (tojos), xestas (retamas), felgos (helechos) ...
Existe una gran variedad de fauna salvaje: corzos, jabalíes, lobos, zorros, liebres, perdices, ardillas, meloncillos, patos, cucos, palomas torcaces, pájaros carpinteros, víboras, babosas, sapos, cuervos, urracas, arrendajos...
Abundan las setas -en especial el boletus muy apreciado y degustado en los restaurantes de la zona-, y castañas.

### Hidrografía
La hidrografía es abundante, aunque de corto recorrido. Está repartida en pequeños riachuelos que bajan desde las montañas de San Simón —conocido por su famoso queso de tetilla elaborado con leche de vaca y ahumado con ramas de abedul— y Samarugo que a su paso realizan los límites entre Goiriz, Samarugo y Corbelle. Aunque alguno de estos pequeños riachuelos nacen en la misma parroquia de Goiriz, concretamente en las zonas de Fontoira, Liñares y Portosende.
Alguno de estos riachuelos constituyen los Sete Pontes (junto al polígono industrial homónimo) en la carretera N 634. Otros sin embargo, van a formar parte del río de Sancobad, llamado Fabilos.
También existe en Goiriz una pequeña laguna entre Gomariz y Fabás que es paso obligado de patos, garzas, etc.
El agua ha sido desde siempre una gran ayuda para la actividad económida de Goiriz.
En el pasado los hombres y mujeres de Goiriz, aprovecharon estos ríos para la construcción de sus propios molinos comunales como: Reguengo, Lamelas, Muiño Vello, Lousado, Santa Comba, Lodeiro, Bostelo, Muiño Novo, el desaparecido de Fabás y los molinos de Santadrao, Gomariz y Fontoira, que por los años cuarenta producían a la vez electricidad.

## Historia
El topónimo de Goiriz hunde sus raíces en las huestes germánicas en el año 409. Después de las invasiones de los suevos y visigodos, aparecen los topónimos de Gocendre, Gomariz, Broz y Goiriz. Lo que nos hace pensar en la importancia de Goiriz en la época del asentamiento germánico, al tener Goriz ya un núcleo de población asentada. En el año 1465 se encuentra con la revuelta de los Irmandiños capitaneados por Alonso de Lanzós.
Santiago de Goiriz es arciprestazgo del mismo nombre y Diócesis de Mondoñedo-Ferrol.

## Organización territorial
La parroquia está formada por cuarenta y ocho entidades de población, constando treinta y siete de ellas en el nomenclátor del Instituto Nacional de Estadística español:
- Acibeiro (Aciveiro)
- As Bouzas
- As Touzas
- As Toxeiras
- A Uceira
- As Casas Novas
- Balsa
- Barbeitas
- Bidueiros
- Broz
- Campo do Cristo (O Campo do Cristo)
- Cancela (A Cancela)
- Carballeira (A Carballeira)
- Carballo (O Carballo)
- Carral (O Carral)
- Casanova (A Casanova)
- Casilla (A Casilla)
- Castro (O Castro)
- Caxigal
- Cendán
- Chozas
- Currás
- Fabás
- Fontao (O Fontao)
- Fontoira
- Fra
- Gocendre
- Gomariz
- Graduín
- Igrexario (O Igrexario)
- Lagoela
- Lamela (Lamelas)
- Liñares
- Lodeiro
- Lousada
- Mámoa (A Mámoa)
- O Areal
- Orbazán
- Outeiro (O Outeiro)
- Pígara
- Reboiros
- Reguengo
- Riba do Vilar
- San Adriano (Santo Adrao)
- Santa Comba
- Tarrío
- Tronco
- Ver

### Topónimos
La naturaleza da nombre a las localidades de Goiriz.
- El arbolado bautiza con sus nombres a las localidades de Goiriz, nombrándose así desde la antigüedad. Ejemplos de estos topónimos son: Carballo, Carballeira, Acibeiro, Bidueiros, Broz -palabra germánica que signigica retoño- Caxigal -árbol cupulifera de unos 20m de altura semejante al carballo-, Touza -monte poblado de carballos o cepa de árbol-, Tronco, Uceira.
- La tierra también aporta sus dotes como: Barbeitas -tierra que se labra y se deja sin cultivar durante un año o más- Medio Arneiros -terreno que se cultiva un año a maíz y otro a trigo-, Liñares -cultivo de lino-.
- Los caminos también colaboran: Outeiro -colina-, Cancela -puerta pequeña para entrar en un camino- Carral -referido a los carros o a la palabra celta Carraiç, que significa pedregoso-.
- Los asentamientos o construcciones también contribuyen: Campo do Cristo, Iglesario, Castro -asentamiento castreño-, Mámoa -enterramiento funerario megálitico-, Casanovas o Casanova, -lugar donde existían casas más antiguas y se reconstruyeron, Casilla -casa almacén de los peones camineros-.
- Los relacionados con el patrimonio Real como: Ver -proviene de la palabra celta, ber, que significa lugar cerrado-,Reguengo -posesiones pertenecientes al Rey-.
- Los relacionados con la Iglesia como: San Adriano, Santa Comba, Iglesario. En las que existen unas capillas.
- Los relacionados con el agua como: Fontoira, Fontao -fuente o pequeña laguna- Lodeiro, Lamelas, Barreiro.

### Roldas
Las Roldas se forman para el aprovechamiento comunal y mantenimiento de tierras, bosques, molinos, regadíos, pastoreo, caminos comunales... Es importante destacar que tales agrupamientos de Roldas solo existen en Goiriz y en Román.
Las localidades de la parroquia están englobadas en cinco roldas: Rolda de Bidueiros, Rolda de Medios Aneiros, Rolda de Trece, Rolda da Ribeira y Rolda de Tarrio.

## Demografía
| Gráfica de evolución demográfica de Goiriz entre 2000 y 2021 |
|                                                              |
| Datos según el nomenclátor publicado por el INE.             |

## Economía
La actividad económica es predominantemente agrícola y ganadera. Aunque su cercanía a Villalba, y en concreto a su polígono industrial, también ofrece  salidas laborales alternativas.
Aún perduran los trabajos tradicionales, como el de herrero, carpintero, zoqueiro... Continúan elaborándose artesanalmente las  zocas -Chinelas, características de la zona. Los canteros siguen trabajando la piedra exactamente igual que lo hacían los antiguos canteiros da pedra. Estos elaboran «as chantas» para los cierres de las fincas de toda la comarca.
Los canteros de Goiriz son famosos debido a la buena piedra que sale de las canteras de esta parroquia, concretamente de la famosa Pedreiras de Rozadas. Para quien no lo sepa, una chanta es una piedra lisa que se amolda para realizar los cierres de la fincas característicos de la zona.
En definitiva, la agricultura, la ganadería, las fábricas de embutidos, las industrias madereras, los establecimientos hosteleros y la expansión del polígono industrial de Villalba —a tan solo 3 km— marcan la actividad económica, que hacen de Goiriz una parroquia con un alto poder adquisitivo.

## Patrimonio
Arquitectónicamente destaca la iglesia parroquial y su cementerio, de estilo neogótico. En la iglesia aparece una inscripción que alude al derecho de refugio de los perseguidos por la ley.